# Der Prinz von Pumpelonien
Der Prinz von Pumpelonien ist eine vierteilige Produktion der Augsburger Puppenkiste, die 1990 basierend auf dem gleichnamigen Kinderbuch von Katharina Kühl in Zusammenarbeit mit dem Hessischen Rundfunk entstand.
Die Serie enthält Musical-Elemente, da nahezu jeder Charakter im Laufe der einzelnen Folgen seine Gefühle durch Gesang zum Ausdruck bringt.

## Inhalt

### 1. FolgeAufregung im Schloss
Erstausstrahlung: 22. Dezember 1991, 13:45–14:15 Uhr, Dauer: 28 min

Königin Elodie versucht, ihren Gatten König Pumpel den XV. von Pumpelonien gegen acht Uhr morgens zu wecken. Dieser zeigt an diesem Vorschlag aber keinerlei Interesse. Schließlich gibt Elodie auf und klingelt stattdessen den königlichen Kammerdiener James herbei. Sie bittet ihn, dem königlichen Kundschafter (nach James’ Aussage pflegt er um neun Uhr zu erscheinen) sofort Zutritt zu ihr zu verschaffen. James öffnet auf diese Bitte hin das Fenster. Nun stellt sich der königliche Kundschafter, der Rabe Noro, selbst vor. Er befindet sich momentan an einer Ruine, die direkt an der Grenze zwischen Pumpelonien und dem benachbarten Königreich Pipinien liegt. In der Ruine erspäht er einen Maskierten, der etwas gesucht und gefunden hat, woraufhin er mit dem Pferd davon reitet. Nun begibt sich Noro zur Höhle des pumpelonischen Drachen und trifft dort auf seinen „Mitarbeiter“, den Drachenkundschafter Bibberbär. Dieser berichtet – seinem Namen alle Ehre machend – bibbernd, dass der Magen des Drachen geknurrt habe. Als auch Noro dieses Knurren vernommen hat, macht er sich auf den Weg zurück zum Königsschloss. Dort berichtet er Königin Elodie den täglichen „alten Hut“:
„Hab’ die Augen überall
 Sah Prinz Pumpel dort im Stall
 das Mariechen im Gemüs’
 schaut heut ganz besonders süß
 Und der Koch stand im Spinat
 ihm ist heut wieder einmal fad“

Elodie erwartet mehr von ihrem königlichen Kundschafter und so berichtet Noro nun von dem Magenknurren des Drachen (Elodie: „Da muss etwas geschehen“) und der Gestalt mit großem schwarzen Radmantel, die an der alten Ruine, die einen Streitpunkt zwischen den Pumpeloniern und Pipiniern darstellt, herumgeschlichen sei.
Das Gespräch wird vom Klingeln des Telefons unterbrochen und, nachdem ein erneuter Weckversuch König Pumpels gescheitert ist, nimmt Elodie selbst den Hörer ab. Am Telefon ist Königin Bertlinde aus Pipinien, die im Auftrag ihres Gatten König Pimpi dem III. an die alte Abmachung der Königspaare erinnert, dass die Kinder, Prinz Pumpel und Prinzessin Pimpinella, heiraten. Sie kündigt Pimpinellas Ankunft für den morgigen Tag an. Elodie willigt ein, da sie sich von der Mitgift die Rettung von Pumpelonien verspricht, das völlig verarmt ist. Daraufhin lässt Elodie Prinz Pumpel herbestellen. König Pumpel seinerseits ist wieder einmal völlig in das Mensch-ärgere-Dich-nicht-Spiel mit sich selbst vertieft und zeigt auch an der morgigen Ankunft Pimpinellas nur minderes Interesse. Prinz Pumpel befindet sich derweil im Garten bei seiner großen Liebe, der Gärtnerin Mariechen und will ihr das Erbstück seiner Großmutter, einen Ring, schenken. Noro unterbricht das Ganze, indem er Pumpel zu seiner Mutter bestellt. Weiterhin nutzt er den Moment, um seinen „Feind“, den Kater Bummibol, der Mariechen gehört, ein wenig zu ärgern. Nachdem Pumpel bei seiner Mutter eingetroffen ist, beauftragt Elodie James, sämtliche Hofangestellte herbeizurufen. Letztendlich stellt sich jedoch heraus, dass außer James nur noch der Koch und eben Gärtnerin Mariechen übriggeblieben sind, da die restlichen Angestellten entweder von Elodie hinausgeekelt wurden oder schlichtweg nicht mehr bezahlt werden konnten. So macht Elodie das Beste aus dem, was ihr zur Verfügung steht: Da der Koch Torten dekorieren kann, wird er mit der Herrichtung von Pumpels Kleidung beauftragt. Mariechen, die Rasenmähen kann, muss Pumpels Haare schneiden. James darf den Hof kehren und selbst König Pumpel bekommt eine Aufgabe, er muss das ewig leckende Dach reparieren. Noro begibt sich, da er Arbeit scheut, indessen wieder zur Höhle des Drachen Fidibus und erfährt, dass dieser verflucht ist und nur von einem Mädchen erlöst werden kann. Am nächsten Morgen bricht Prinzessin Pimpinella mit den Dienern Ping und Pong sowie 17 Paar Schuhen und elf Kleidern nach Pumpelonien auf. Auf dem Weg dorthin wird die Kutsche allerdings vom Drachen Fidibus überfallen und während die Diener und Pferde flüchten, muss Pimpinella bei ihm bleiben.

### 2. FolgeDrachenalarm
Erstausstrahlung: 24. Dezember 1991, 13:45–14:15 Uhr, Dauer: 28:01 min.

Nachdem man im pumpelonischen Schloss am Morgen erfahren hat, dass Prinzessin Pimpinella vom Drachen Fidibus entführt worden ist, widmet man sich mehr oder weniger desinteressiert seinem normalen Tagesablauf. König Pumpel freut sich, endlich wieder Mensch ärgere Dich nicht spielen zu können, Prinz Pumpel ist eher erleichtert als bestürzt und will zu den Stalltieren, der Koch und der Mundschenk regen sich ein bisschen über die zuvor nun unnötig abgeleistete Arbeit auf und beschließen, sich im Weinkeller vor dem Drachen in Sicherheit zu bringen. Lediglich Königin Elodie plagen die finanziellen Ängste, muss sie nun doch um die Mitgift fürchten. Sie schickt Noro los, Drachenalarm im ganzen Reich zu schlagen. Derweil in Pipinien hält König Pimpi den geflüchteten Diener Ping und Pong eine Standpauke. Königin Bertlinde bangt um ihre Tochter, doch Pimpi beruhigt sie mit dem Hinweis auf den Plan. Pimpinella geht es beim Drachen gut. Der einzige, der leidet, ist Fidibus selbst. Schnell bereut er, gerade dieses Mädchen ausgewählt zu haben. Die Prinzessin kommandiert ihn nämlich gnadenlos herum, er muss die Höhle ausfegen, ihr die Haare föhnen und Brombeeren für sie pflücken. Der stachelige Bibberbär bewundert Pimpinella für ihren Mut.
König Pimpi weiht seine Frau nun in seinem Plan ein und eröffnet ihr außerdem, dass auch sie pleite sind. Bei dem Maskierten, der tags zuvor an der Ruine herumgeschlichen war, handelte es sich um König Pimpi selbst, der dort ein Pergament fand, dass Auskunft über den pumpelonischen Drachen und seinen Schatz gibt. Dort heißt es, dass der Drache von einer Hexe verflucht worden sei, und nur ein Menschenkind aus dem Land der Pumpelonier ihn von diesem Fluch erlösen könne sowie im Gegenzug dafür seinen umfangreichen Schatz erhalte. Allerdings ist das Pergament an der wichtigen Stelle, wo es heißt, wie der Fluch gebrochen werden kann, von Mäusen zerfressen worden. Pimpi nimmt aber an, dass der Drache getötet werden muss und ruft sogleich in Pumpelonien an, um Prinz Pumpel mit dieser Aufgabe, den Drachen zu töten und somit seine Tochter zu retten, betraut. Er setzt ihn mit der Mitgift von Pimpinella unter Druck. Weiterhin versucht er, an seinen Ehrgeiz zu appellieren, mit der Behauptung weitere Prinzen seien auf dem Weg zu Pimpinellas Rettung. Prinz Pumpel muss mit dem von ihm als verrosteten Krummsäbel titulierten pumpelonischen Königsschwert, mit dem laut Königin Elodie seine Vorfahren die Dinosaurier ausgerottet haben, auf Drachenjagd gehen. Zuvor verabschiedet er sich natürlich noch von Mariechen, die ihm ihren Glücksbringer mit auf dem Weg gibt. Pumpel gibt ihr im Gegenzug endlich den pumpelonischen Verlobungsring, den er ihr zuvor schon geben wollte. Die Episode endet mit einem weiteren Angriff Noros auf Bummibol.

### 3. FolgeSchimpf und Schande
Erstausstrahlung: 25. Dezember 1991, 15:10–15:40 Uhr, Dauer: 25:59 min.

Um ein Uhr mittags sitzt Noro mal wieder auf dem Dach und berichtet was bisher geschehen ist.
Der König Pumpel spielt derweil wieder Mensch ärgere Dich nicht und Königin Elodie regt sich über diesen Zustand auf. Mariechen ist im Garten und sorgt sich um Prinz Pumpel, während dieser mit seinem Esel gen Drachenhöhle unterwegs ist und davon singt, dass er weder Pimpinella heiraten noch den Drachen töten will. Als er bei der Drachenhöhle ankommt, wirft ihn der Esel ab und Pimpinella lacht ihn aus. Sie will keineswegs mit ihm kommen, sondern wartet lieber auf ihren Superprinzen, der noch kommen würde, um sie zu retten. Fidibus bittet Pumpel verzweifelt, ihn doch endlich von dieser Prinzessin zu befreien. Prinz Pumpel reitet daher wieder nach Hause.
Währenddessen berichtet Noro, nachdem er wieder von Bummibol geärgert wurde, der Königin, dass Mariechen den pumpelonischen Verlobungsring trage. Die Königin ist empört und lässt Mariechen sofort zu sich bestellen. Als sie dann sieht, dass Mariechen den Ring tatsächlich trägt, bezichtigt sie sie des Diebstahls und verbannt sie mitsamt Kater Bummibol aus Pumpelonien. An der Drachenhöhle ist indes der Eismann Gelato Gelatini aufgetaucht. Fidibus rennt begeistert aus der Höhle zum Eiswagen, als er hört, dass auch seine Lieblingssorten im Angebot sind. Gelato Gelatini nimmt Prinzessin Pimpinella in seinen Besitz, da ihr Vater König Pimpi verkündet hatte, dass derjenige der die Prinzessin rettet, sie haben dürfe. Fidibus isst den Eiswagen leer und Gelato Gelatini befiehlt Pimpinella, ihn aufzuheben und zu reinigen. Er und Pimpinella gehen gemeinsam weg.
Mariechen und Bummibol wandern derweil durch Pumpelonien in Richtung Grenze. Elodie und König Pumpel machen sich Sorgen um Prinz Pumpel. König Pumpel ist sogar so verzweifelt, dass er den Spaß am Mensch ärgere Dich nicht spielen verliert. Auch Noro ist betrübt, hat er doch nun keinen Streitpartner mehr. Gelato Gelatini und Pimpinella kommen nun bei diesem zu Hause an. Zunächst vermisst Pimpinella die Diener, findet sich jedoch schnell in ihrer neuen Aufgabe als Eisfrau zurecht. Der stachelige Bibberbär traut sich nun, da es dem Drachen von dem vielen Eis schlecht geht und er wieder schläft, näher an diesen heran.
König Pimpi und Bertlinde streiten sich aus Sorge um die Tochter wieder. Auch die Diener Ping und Pong können keine Abhilfe schaffen, da auch sie nicht wissen, wo Pimpinella sich derzeit befindet. Prinz Pumpel kommt schließlich am pumpelonischen Königsschloss an und stellt seine Eltern, nachdem er Mariechen nicht mehr vorgefunden hat, zur Rede. Als er erfährt, dass sie fortgeschickt wurde, macht er sich auf den Weg sie zu suchen. Die Folge endet mit dem Klingeln des Telefons.

### 4. FolgeDer große Knall
Erstausstrahlung: 26. Dezember 1991, 14:40–15:10 Uhr, Dauer: 28:00 min.

Noro berichtet um sechs Uhr abends wieder vom Dach, was bisher alles passiert ist. Derweil telefoniert König Pumpel mit ständigem Geschrei seiner Gattin Elodie im Hintergrund mit Kollege König Pimpi. Die Könige streiten sich darüber, dass Prinz Pumpel Prinzessin Pimpinella nicht gerettet hat und so deren Zustand immer noch ungewiss ist. Noro wird daher auf Rundtour durchs Reich geschickt. Seine erste Station ist das Haus vom Eismann Gelato Gelatini. Während Gelato Gelatini selbst singend vor dem Haus steht, räumt Prinzessin Pimpinella im inneren auf und kreiert das neue Eis Pimpinellas Geheimnis. Als der Eismann vorschlägt, Pimpinellas Eltern zu besuchen, hat diese daran kein Interesse, da sie nicht in das langweilige Schloss zurück will, da sie sowieso bettelarm sind. Beide planen, glücklich zu heiraten.
Noro fliegt daher zu seiner nächsten Station weiter, er beobachtet Mariechen und Bummibol auf ihrem Weg, die sich fragen, wo sie nur übernachten sollen. Plötzlich hören sie den Drachen Fidibus, der vor Magenschmerzen schreit. Mariechen geht sofort los sich um ihn zu kümmern. Bummibol hat zunächst Angst und bleibt beim stacheligen Bibberbären. Nachdem der Drache ihr seine Lage geschildert hat, holt Mariechen ihm Kräuter gegen sein Bauchgrimmen. Aber der Drache will sie zuerst nicht essen, weil sie ihm zu bitter sind. Er isst sie schließlich doch und bietet Mariechen, als diese gehen will, in seiner Höhle zu übernachten. Als er dann auch noch den Kater Bummibol kennen lernt, ist Fidibus völlig aus dem Häuschen, da er ihn für einen kleinen Drachen hält. Noro begibt sich nun zu seiner letzten Rundtourstation, zum Prinzen Pumpel, der verzweifelt auf der Suche nach Mariechen ist, aber bisher erfolglos bleibt. Er legt sich daher schlafen. Am nächsten Morgen über Fidibus und Bummibol das Fauchen. Pumpel beobachtet die aufsteigenden Flammen und eilt, als Noro ihm mitteilt, dass Mariechen beim Drachen ist, zur Höhle. Der Prinz will erneut mit Fidibus kämpfen, damit dieser Mariechen freigibt. Durch sein Geschrei weckt er das Mädchen aber und die beiden fallen sich glücklich in die Arme. Er fragt Mariechen, ob sie ihn heiraten will. Nachdem sie gehört hat, dass das Königspaar mit der Trauung einverstanden ist, stimmt sie zu. Bummibol bittet unterdessen Fidibus Feuer in Richtung Noro zu pusten, damit dieser verschwindet. Mariechen, Pumpel und Bummibol wollen wieder in Richtung Schloss aufbrechen, aber der traurige Fidibus versucht sie zurückzuhalten. Er hat Angst, wieder so mutterseelenallein zu sein wie die Jahrhunderte zuvor. Mariechen küsst ihn zum Trost und entflucht ihn damit. Sie verwandelt sich in eine reiche, prunkvoll gekleidete Prinzessin, der zudem der ganze Drachenschatz zusteht. Auch der Bibberbär kommt zu dieser Gelegenheit aus seinem Versteck und stellt fest, dass er nun keine Angst mehr vor dem Drachen hat und nun kein stacheliger Bibberbär, sondern ein ganz normaler Stachelbär ist. Fidibus wird schließlich als königlicher Hausdrache engagiert, Mariechen schenkt ihm sogar ihr Amulett, damit er nie wieder Bauchgrimmen haben muss. Der Stachelbär berichtet allen, was mit Prinzessin Pimpinella passiert ist.
Derweil suchen Gelato Gelatini und Pimpinella das pipinische Königspaar auf und Gelato hält um Pimpinellas Hand an. Als die beiden davonfahren, stellt König Pimpi fest, dass die Welt ist nicht mehr in Ordnung sei. In Pumpelonien dagegen heißt es, die Welt sei wieder in Ordnung, denn König Pumpel hat in dem Drachen Fidibus endlich einen Mensch-ärgere-Dich-nicht-Spielpartner gefunden und ist so mehr als glücklich. Elodie ist auch zufrieden, denn Mariechen spendiert ihr eine Kammerzofe. Noro wird als königlicher Kundschafter abgesetzt und darf fortan nur noch das Gartentor bewachen. Mariechen und Pumpel tanzen fröhlich singend durch den Garten und Noro bringt alles auf den Punkt: „Friede, Freude, Eierkuchen.“

## Charaktere

### Pumpelonien
- König Pumpel der XV. liebt es, Mensch ärgere Dich nicht zu spielen. Leider findet er sehr selten einen Spielpartner, sodass er gezwungen ist, mit sich selbst zu spielen. Dennoch kann ihm dieser Zustand nicht die Freude am Spiel nehmen („6, ich darf noch mal!“). Am Regieren scheint der König wenig Interesse zu haben und schläft stattdessen viel lieber.
- Königin Elodie ist stets um das Wohl des Reiches besorgt und versucht alles, um es aus der finanziellen Krise zu führen. Ihr Gatte ist dabei natürlich keine Hilfe.
- Der Königliche Kammerdiener James war, bevor er königlicher Kammerdiener wurde, über 40 Jahre lang königlicher Mundschenk. Seine Ausdrucksweise erinnert damit stark an seine frühere Aufgabe. So sagt er statt „Sehr wohl, Majestät“ stets „Sehr zum Wohl, Majestät“. Zudem fragt er sofern er gerufen wird „Was darf ich servieren?“. Als Elodie darauf mit „Den Pumpel“ antwortet, präsentiert James ihn schließlich mit „Prinz Pumpel, Jahrgang ’72, Spätlese. Sehr zum Wohl!“ wie einen Wein.
- Der Königliche Kundschafter Noro sieht alles, weiß alles und berichtet alles. („Steck den Schnabel nur zu gern gern…in die Sachen fremder Herrn Herrn…kenn die tägliche Gewohnheit aller Damen…und von jedermann den Namen Namen Namen“) Er ist mit Mariechens Kater verfeindet und nutzt jede Gelegenheit, um diesen zu ärgern. Weiterhin fungiert der Rabe als Erzähler der Serie und bringt den Zuschauer zu Beginn der dritten und vierten Folge auf den aktuellen Stand der Dinge.
- Der stachelige Bibberbär ist der „Angestellte“ von Noro. Allerdings hat dieser ihn ein wenig angeflunkert, um einen ständigen Drachenkundschafter zu haben. Noro behauptet nämlich, dass der König höchstpersönlich den Bären für diesen Job auserkoren habe. Der Bibberbär lebt in der ständigen Angst, vom Drachen gefressen zu werden. Allerdings stellt sich bald heraus, dass der Drache weiß, dass sich der Bär seit Jahren vor seiner Höhle rumtreibt und ihn niemals fressen wollte. Am Ende gibt der Bär das Bibbern auf und darf sogar in die Höhle des Drachen ziehen.
- Prinz Pumpel zeigt wie sein Vater kein Interesse am Regieren oder dem Prunk, den das Regententum mit sich bringt. Er kümmert sich gerne um die Stalltiere und hasst es, seine Krone zu tragen. Weiterhin ist er strikt dagegen, Prinzessin Pimpinella zu ehelichen, da seine wahre Liebe der Gärtnerin Mariechen gilt.
- Gärtnerin Mariechen wurde als kleines Kind in Lumpen gehüllt vom Königspaar am Bach gefunden und von diesen aufgenommen. Ihr ständiger Begleiter ist Kater Bummibol. Auch Mariechen hegt Gefühle für den Prinzen, hat allerdings Angst vor der Reaktion der Königin.
- Kater Bummibol ist mit dem königlichen Kundschafter Noro verfeindet und nutzt auch seinerseits jede Gelegenheit, um diesem eins auszuwischen. Er würde alles tun, um Mariechen zu beschützen, ist in mancher Hinsicht aber doch ein kleiner Angsthase. Der Drache Fidibus wird später ein guter Freund, da er Bummibol für einen kleinen Drachen hält.
- Drache Fidibus: „Ich bin der Drache Fidibus, der letzte meiner Sorte...“. So stellt sich der Drache selbst vor, nachdem er aus langem Schlaf erwacht ist. Er wäre gerne ein guter Drache („Warum muss nur ich ein böser Drache sein?“) und würde sich dann als Hausdrache bewerben, in der Hoffnung von den Menschen mit Gurkenmus oder sogar Himbeereistorte – seinen Lieblingsspeisen – belohnt zu werden. Allerdings ist er durch einen Fluch gezwungen, auf Menschenjagd zu gehen. Seine Mutter, die Drächin Feuerbrunne, hatte sich vor 999 Jahren mit der Zottelzauberhexe angelegt, die daraufhin Fidibus verfluchte. Nur ein Mädchen kann ihn durch einen Kuss von diesem Fluch erlösen.

### Pipinien
- König Pimpi der III. ist wesentlich durchtriebener als sein Kollege König Pumpel. Er versucht auch durch Lügen, zum Beispiel in Hinblick auf die Ruine an der Grenze („Die gehört natürlich ihnen [den Pumpeloniern]. Aber das bestreiten wir natürlich.“), seinen Willen durchzusetzen. Weiterhin riskiert er, seine Tochter in Gefahr zu bringen, um nur endlich an Geld zu kommen, das er durch seine Wetten und seine Frau durch Einkaufen verloren haben.
- Königin Bertlinde hat ihre Tochter Pimpinella völlig verzogen und ist ständig besorgt um diese. Allerdings ist sie selbst auch sehr verwöhnt und benötigt ständig neue Kleidung, was das Königspaar Pipiniens mit in den Ruin getrieben hat.
- Prinzessin Pimpinella ist eine sehr verwöhnte Prinzessin. Sie ist der Ansicht, dass jedermann in sie verliebt sei. Später will sie in einem Palast wohnen, 100 Diener haben, jeden Tag ein neues Kleid tragen und jeden Abend in die Disko gehen. Vor allem aber will sie einen Supermann und nicht Prinz Pumpel, der als Schweinehirt mehr Freude hat als Prinz zu sein. Pimpinellas Gemüt wandelt sich zum Ende hin jedoch stark. So will sie nie wieder zurück in das langweilige Schloss und lieber mit ihrem Ehemann, dem Eismann Gelato Gelatini, die Welt bereisen.
- Ping und Pong sind die Diener des pipinischen Königspaars. Sie sind eineiige Zwillinge und können sich selbst nicht entscheiden, wer von ihnen nun Ping und wer Pong ist. Auch Beleidigungen seitens des Königs bestätigen sie mit einem „Jawohl, Majestät“. Zudem pflegen sie im Chor zu reden bzw. das vom anderen eben gesagte zu wiederholen.

## Besetzung
| Figur                   | Sprecher                |
| ----------------------- | ----------------------- |
| Königin Elodie          | Eva Maria Keller        |
| König Pumpel            | Sepp Strubel            |
| James                   | Herbert Meyer           |
| Noro                    | Ernst Hilbich           |
| Bibberbär               | Wolfram Kunkel          |
| Königin Bertlinde       | Christel Peschke        |
| König Pimpi             | Arno Bergler            |
| Prinz Pumpel            | Ralf Grobel             |
| Mariechen               | Karla Andrä             |
| Kater Bhumibol          | Michael Hiller          |
| Koch                    | Carl Durban             |
| Fidibus                 | Walter Schellemann      |
| Prinzessin Pimpinella   | Nicole Schneider        |
| Ping                    | Timothy Peach           |
| Pong                    | Hanns-Joachim Marschall |
| Eismann Gelato Gelatini | Dieter Goertz           |

## Sonstiges
- Die Serie basiert auf dem Buch Der Prinz von Pumpelonien – Ein Märchen zum Vorlesen (ISBN 3-7707-2914-5) von Katharina Kühl.
- Seit 2006 ist die Serie auch auf DVD erhältlich, mit Untertiteln für Gehörlose.